# Hutchins, Texas
Hutchins là một thành phố thuộc quận Dallas, tiểu bang Texas, Hoa Kỳ. Năm 2010, dân số của xã này là 5338 người.

## Dân số
- Dân số năm 2000: 2805 người.
- Dân số năm 2010: 5338 người.